# Sonhos (álbum de Fernanda Brum)
Sonhos é o terceiro álbum de estúdio de Fernanda Brum, lançado em 1997. Foi disco de ouro pela ABPD, vendendo mais de 100 mil cópias. A canção "Águas do Trono" do LP "Feliz de Vez" foi regravada neste álbum ao invés de ser registrada na segunda versão do disco Feliz de Vez, de 2001. Foi o primeiro CD de música cristã contemporânea do mundo a apresentar uma faixa interativa de CD-ROM.[carece de fontes?]
Em 2018, foi considerado o 85º melhor álbum da década de 1990, de acordo com lista publicada pelo Super Gospel.

## Faixas
| N.º            | Título                                | Compositor(es)                                       | Duração |  |
| 1.             | "Seu Lugar"                           | Emerson Pinheiro e Fernanda Brum                     | 3:26    |  |
| 2.             | "Sonhos"                              | Raquel Mello                                         | 5:31    |  |
| 3.             | "Tudo o que Tem Fôlego"               | Emerson Pinheiro                                     | 3:13    |  |
| 4.             | "Sejam um"                            | Marcelo Manhãs                                       | 5:15    |  |
| 5.             | "Tudo pra Mim"                        | Josué Teodoro e Marcelo Manhãs                       | 4:07    |  |
| 6.             | "Respostas"                           | Davi Moura                                           | 4:55    |  |
| 7.             | "El Shaday"                           | Raquel Mello                                         | 3:19    |  |
| 8.             | "Para sempre"                         | Emerson Pinheiro e Daniel Oliveira                   | 2:28    |  |
| 9.             | "Clama a mim"                         | Emerson Pinheiro e Fernanda Brum                     | 3:52    |  |
| 10.            | "O teu altar"                         | Emerson Pinheiro e Fernanda Brum                     | 3:39    |  |
| 11.            | "As Cores do Amor" (Emerson Pinheiro) | Emerson Pinheiro, Fernanda Brum e Marina de Oliveira | 4:31    |  |
| 12.            | "Águas do Trono"                      | Fernanda Brum e Geazer Jr                            | 5:03    |  |
| Duração total: | Duração total:                        | Duração total:                                       | 44:57   |  |

| Críticas profissionais | Críticas profissionais |
| Avaliações da crítica  | Avaliações da crítica  |
| Fonte                  | Avaliação              |
| ---------------------- | ---------------------- |
| O Propagador           | [ 3 ]                  |

## Ficha Técnica
- Gravado no MK Studios no inverno de 97
- Técnicos de gravação: Carlson Barros e Gerê Fontes
- Técnicos de gravação: Carlson Barros e Gerê Fontes
- Masterização: Toney Fontes
- Produção musical e arranjos: Emerson Pinheiro
- Teclados: Emerson Pinheiro
- Bateria: Bebeto Olicar
- Baixo: Ronaldo Olicar
- Violões e guitarra base: Daniel Oliveira
- Guitarra solo: Cláudio Gurgel
- Percussão: Sidney Amaro
- Sax alto: Marcos Bonfim
- Trompete: Leandro
- Sax tenor: Lamir
- Trombone: Jaime
- Vocal: Kades Singers, Liz Lanne e Eyshila
- Fotos: Dário Zalis
- Criação de capa: Marina de Oliveira
- Arte final: MK Publicitá

## Clipes
- Seu lugar
- Sonhos
- Tudo que tem fôlego
- As cores do amor
- Águas do trono